# Mareng Gatkuoth
Mareng Gatkuoth (Anchorage, 10 settembre 1999) è un cestista statunitense con cittadinanza sudsudanese.

## Carriera

### Nazionale
Con la nazionale sudsudanese è stato convocato per il Campionato africano del 2021.